# Соната для фортепіано № 18 (Моцарт)
Соната для фортепіано № 18 KV 576, Ре мажор — музичний твір Вольфгана Амадея Моцарта.
Була створена в 1789 році у Відні. Середній час для виконання сонати становить близько 15 хвилин. Соната складається з трьох частин:

## Переміщення
Як і було характерно для того часу, робота йде в три ходи, в стандартному порядку швидкий, повільний, швидкий:

### 1 Allegro
Перша частина написана в сонатній формі і починається обома руками в унісон, після чого слідує кілька трелей і повтор в мі мінор. Цей матеріал використовується і варіюється в першій темі, нарешті каденціюючи до домінанти, де друга тема забезпечує більш витончений контраст до величі першої. Розділ розвитку включає багато різних тональностей, але починається в домінанті, використовуючи контрапункт і гармонійний дисбаланс та дослідження. Це створює відчуття напруженості, яке потім знімається перед поверненням до рекапітуляції в основній тональності. Напруженість і розрядка були ключовим аспектом класичної епохи, оскільки надавали композиторам можливість переривати каденції і витягувати напругу для того, щоб створити захоплюючий твір. Це також допомагало розширювати мелодії, оскільки після звільнення можна було створити нову тему, як показано в цій п'єсі.

### 2 Adagio
Середня частина написана в домінантовій тональності ля мажор і включає багато масштабних пасажів, а також контрапункт. Моцарт використовує в сонаті гармонійні прийоми, такі як підвішування та дисонанси. У цій частині присутні деякі хроматичні елементи, як це характерно для багатьох пізніх творів Моцарта. Зменшені акорди використовуються для того, щоб допомогти часто модулювати, і ряд клавіш каденціюється. Ці гармонії також дозволяють використовувати більш мелодичні прийоми.

### 3 Allegretto
Остання частина має грайливий настрій, легка за фактурою, проте артикуляція виписана ретельно і чітко, щоб зберегти ясність, як це було прийнято в той час. Вона написана у формі сонатного рондо. За першою темою слідує низка масштабних пасажів та коротка серія арпеджіо. Той самий матеріал використовується і в решті твору, хоча наприкінці з'являються деякі відмінності.